# 沙氏石蜑螺
沙氏石蜑螺（学名：Clithon sowerbianus），是原始腹足目蜑螺科石蜑螺属的一种。主要分布于中国大陆、台湾，常栖息在河川出海口的石头上、潮间带。